# Mauriceville (Teksas)
Mauriceville je naseljeno mjesto za statističke potrebe u američkoj saveznoj državi Teksas. Prema popisu stanovništva iz 2010. u njemu je živjelo 3.252 stanovnika.